# Hyas
Pour les articles homonymes, voir Hyas (homonymie).
Dans la mythologie grecque, Hyas (en grec ancien Ὕας / Huas) est le fils d'Atlas et d'Éthra ou Pléioné,.
Il passe le plus souvent pour le frère des Hyades,, ou parfois pour leur père, avec Béotie. Il meurt accidentellement au cours d'une chasse, tué par un lion, ou par la « bête sauvage de Libye », et est pleuré par ses sœurs.